# Phasia cana
Phasia cana là một loài ruồi trong họ Tachinidae.